# Adu Celso
Eduardo Celso-Santos (San Paolo, 7 agosto 1945 – Juqueí, 6 febbraio 2005) è stato un pilota motociclistico brasiliano.

## Carriera
Dopo aver iniziato a correre nelle piccole cilindrate in Brasile, si è trasferito agli inizi degli anni settanta nei Paesi Bassi per poter gareggiare dapprima nel campionato nazionale olandese ed in seguito nelle corse internazionali del motomondiale.
Dopo gli esordi nel 1971 in una corsa internazionale non valida per il campionato iridato, la sua prima stagione di gare fu quella del 1972 affrontata in sella ad una Yamaha nelle classi 250 e 350. Nel 1973 vinse il Gran Premio di Spagna diventando così il primo pilota brasiliano ad aggiudicarsi un Gran Premio di motociclismo.
Restò per tutta la sua carriera motociclistica nel motomondiale fedele alla casa motociclistica giapponese con cui gareggiò fino al termine del 1975 raccogliendo anche altri 2 piazzamenti sul podio.
Tornato in seguito in Brasile, ha continuato a correre nelle competizioni nazionali a bordo di una Honda, non disdegnando anche di partecipare ad alcune competizioni automobilistiche di Formula 2. È scomparso a causa di un attacco cardiaco il 6 febbraio 2005.

## Risultati nel motomondiale

### Classe 250
| 1972 | Classe | Moto   |   |    |   |   |   |   |   |   |   |    |     |     |  | Punti | Pos. |
| ---- | ------ | ------ | - | -- | - | - | - | - | - | - | - | -- | --- | --- |  | ----- | ---- |
| 1972 | 250    | Yamaha | - | 12 | - | - | - | - | - | - | - | 16 | Rit | Rit |  | 0     |      |

| 1973 | Classe | Moto   |    |   |   |    |  |   |   |   |   |   |     |   |  | Punti | Pos. |
| ---- | ------ | ------ | -- | - | - | -- |  | - | - | - | - | - | --- | - |  | ----- | ---- |
| 1973 | 250    | Yamaha | NQ | - | - | AN |  | 6 | 6 | - | - | 3 | Rit | - |  | 20    | 12º  |

| 1975 | Classe | Moto   |   |    |    |   |   |   |   |   |   |   |   |   |  | Punti | Pos. |
| ---- | ------ | ------ | - | -- | -- | - | - | - | - | - | - | - | - | - |  | ----- | ---- |
| 1975 | 250    | Yamaha | - | 12 | NE | - | - | - | - | - | - | - | - | - |  | 0     |      |

| Legenda | 1º posto        | 2º posto            | 3º posto            | A punti      | Senza punti        | Grassetto – Pole position Corsivo – Giro più veloce |
| Legenda | Gara non valida | Non qual./Non part. | Ritirato/Non class. | Squalificato | '-' Dato non disp. | Grassetto – Pole position Corsivo – Giro più veloce |

### Classe 350
| 1972 | Classe | Moto   |   |   |    |   |  |   |   |    |   |   |    |     |   | Punti | Pos. |
| ---- | ------ | ------ | - | - | -- | - |  | - | - | -- | - | - | -- | --- | - | ----- | ---- |
| 1972 | 350    | Yamaha | - | 7 | 12 | - |  | - | - | NE | - | - | 12 | Rit | 4 | 12    | 15º  |

| 1973 | Classe | Moto   |    |    |   |   |  |   |   |    |    |   |     |   |  | Punti | Pos. |
| ---- | ------ | ------ | -- | -- | - | - |  | - | - | -- | -- | - | --- | - |  | ----- | ---- |
| 1973 | 350    | Yamaha | 10 | 11 | - | - |  | 5 | 7 | NE | 10 | 5 | Rit | 1 |  | 33    | 7º   |

| 1974 | Classe | Moto   |   |    |     |   |  |   |    |   |   |    |   |   |  | Punti | Pos. |
| ---- | ------ | ------ | - | -- | --- | - |  | - | -- | - | - | -- | - | - |  | ----- | ---- |
| 1974 | 350    | Yamaha | - | NP | Rit | 9 |  | - | NE | - | - | NE | - | - |  | 2     | 45º  |

| 1975 | Classe | Moto   |   |   |   |   |   |  |   |    |    |   |   |   |  | Punti | Pos. |
| ---- | ------ | ------ | - | - | - | - | - |  | - | -- | -- | - | - | - |  | ----- | ---- |
| 1975 | 350    | Yamaha | - | 9 | 3 | - | - |  | - | NE | NE | - | - | - |  | 12    | 18º  |

| Legenda | 1º posto        | 2º posto            | 3º posto            | A punti      | Senza punti        | Grassetto – Pole position Corsivo – Giro più veloce |
| Legenda | Gara non valida | Non qual./Non part. | Ritirato/Non class. | Squalificato | '-' Dato non disp. | Grassetto – Pole position Corsivo – Giro più veloce |

### Classe 500
| 1974 | Classe | Moto   |     |    |     |     |  |     |  |  |  |  |    |    |  | Punti | Pos. |
| ---- | ------ | ------ | --- | -- | --- | --- |  | --- |  |  |  |  | -- | -- |  | ----- | ---- |
| 1974 | 500    | Yamaha | Rit | NP | Rit | Rit |  | Rit |  |  |  |  | NE | NE |  | 0     |      |

| 1975 | Classe | Moto   |    |    |     |   |     |  |  |  |  |  |  |    |  | Punti | Pos. |
| ---- | ------ | ------ | -- | -- | --- | - | --- |  |  |  |  |  |  | -- |  | ----- | ---- |
| 1975 | 500    | Yamaha | 12 | NE | Rit | 9 | Rit |  |  |  |  |  |  | NE |  | 2     | 41º  |

| 1976 | Classe | Moto   |     |  |  |    |  |  |  |  |  |  |  |    |  | Punti | Pos. |
| ---- | ------ | ------ | --- |  |  | -- |  |  |  |  |  |  |  | -- |  | ----- | ---- |
| 1976 | 500    | Yamaha | Rit |  |  | NE |  |  |  |  |  |  |  | NE |  | 0     |      |

| Legenda | 1º posto        | 2º posto            | 3º posto            | A punti      | Senza punti        | Grassetto – Pole position Corsivo – Giro più veloce |
| Legenda | Gara non valida | Non qual./Non part. | Ritirato/Non class. | Squalificato | '-' Dato non disp. | Grassetto – Pole position Corsivo – Giro più veloce |